# Agnelo Regalla
Agnelo Augusto Regalla com o pseudónimo Sakala (Campeane (Tombali), 9 de julho de 1952) é um poeta, jornalista e político guineense.

## Biografia

### No jornalismo
Estudou jornalismo em França no Centro de Formação de Jornalistas. Reorganizou e dirigiu a Radiodifusão Nacional da Guiné-Bissau de 1974 a 1977 e em 1996, fundou a rádio privada Bombolom FM

### Na política
Foi Diretor-Geral no Ministério dos Negócios Estrangeiros de 1987 a 1990 e secretário de estado da informação do Ministério da Informação de 1984 a 1985 e de 1990 a 1991. Foi presidente do partido União para a Mudança e foi eleito deputado pela UM no primeiro parlamento multipartidário de 1994 a 1998.
Entre setembro de 2009 e janeiro de 2012, foi conselheiro de comunicação e de porta-voz do presidente da Guiné-Bissau Malam Bacai Sanhá. Em 2018 foi nomeado por Aristides Gomes para a Presidência de Conselho de Ministros e Assuntos Parlamentares.

### Na literatura
Não editou nenhuma obra individualmente mas os seus textos foram publicados em diversas antologias como por exemplo Mantenhas para quem Luta
Agnelo foi um dos fundadores da Associação de Escritores da Guiné-Bissau em 10 de outubro de 2013.